# Vladímir Sofronitski
Vladímir Vladímirovitx Sofronitski (en rus, Владимир Владимирович Софроницкий), nascut el 8 de maig de 1901 a Sant Petersburg, mort el 26 d’agost de 1961 a Moscou, va ser un pianista soviètic, considerat intèrpret de referència d'Aleksandr Skriabin. Pianista llegendari aclamat per Sviatoslav Richter, el qual li digué que era un Déu, Emil Guílels, Vladimir Horowitz, Henrich Neuhaus, Evgeny Kissin, i íntim amic de Dmitri Xostakóvitx i Serguei Prokófiev.

## Biografia
Vladímir Sofronitski va néixer el 1901 a Sant Petersburg (imperi rus), fill d’un pare professor de física, i d’una mare de família artística. Ell i la seva germana bessona Vera eren els més petits dels 6 germans. El 1903 la família es va mudar a Varsòvia. És allà on va rebre les primeres lliçons de piano amb Anna Lebedeva-Getcevich {1}, que havia estat alumna de Nikolai Rubinstein, fundador del conservatori de Sant Petersburg. Quan tenia 9 anys d’edat segueix estudiant amb el polonès Aleksander Michałowski {2}, gran coneixedor de la música de Bach i Chopin.
De 1916 a 1921 va estudiar al conservatori de Sant Petersburg amb Leonid Nikolàiev {3}. Els seus companys de classe inclouen a Maria Iúdina, famosa pianista soviètica, Dmitri Xostakóvitx, i Elena Scriabina, filla del compositor Alexander Skriabin, amb la qual es va casar el 1920 {4}. La seva filla Viviana Sofronitski és també una pianista clàssica canadenca.
La seva carrera concertística va començar el 1919 {5}, quan ofereix el primer recital en solitari. Cal destacar que únicament va tocar fora de la Unió Soviètica en dues ocasions. La primera gira a França entre el 1928 i el 1929 {6}. La segona ocasió va ser en la Conferència de Potsdam el 1945, quan sobtadament va ser enviat per Stalin per tocar davant dels líders aliats. {7} Va ser professor al conservatori de Leningrad des del 1936 fins al 1942, i posteriorment al conservatori de Moscou fins a la seva mort el 1961. {8} 
A Moscou va oferir molts recitals al museu Scriabin, especialment la darrera part de la seva carrera. {9} A partir del 1957 a causa d’un càncer, i l’empitjorament de l’arrítmia cardiovascular que l’havia acompanyat des de jove va deixar els escenaris i aquests últims anys va desenvolupar una addicció a l’alcohol i drogues. Mor el 1961 amb seixanta anys.
Com a anècdota Sofronitski era creador de palíndroms en rus.

## Repertori
Sofronitski és reconegut com un dels intèrprets de referència de la música de Skriabin, posseïa una connexió emocional i intel·lectual amb l’estètica del compositor. A pesar que es va casar amb la seva filla, no el va arribar a conèixer mai degut a la seva mort. Això no obstant, Elena afirma que era l’intèrpret més autèntic de les obres del seu difunt pare.
Addicionalment, sentia una gran afinitat per Frédéric Chopin, així com Robert Schumann. El seu repertori inclou compositors des de Bach fins a Medtner, amb un particular èmfasi pels compositors romàntics i pels compositors russos de finals del segle xix i principis del xx, com ara Beethoven, Schubert, Liszt, Mendelssohn, Rakhmàninov, Liàdov, Xostakóvitx i Prokófiev.

## Concerts i enregistraments
Sofronitski tenia una aversió als enregistraments i els qualificava de «cadàvers», així doncs la seva modesta discografia no reflexa amb precisió l'amplitud del seu repertori. A pesar de la seva negativa als enregistraments, aquests documenten una de les personalitats pianístiques més intenses i individuals del segle xx.
Tenia la sensació de no saber expressar-se sense un públic, i el públic jugava un paper rellevant en les seves actuacions. Ell mateix va afirmar que tenia una desena d’interpretacions possibles per una peça, i que en funció del seu estat d’ànim i de com percebés al públic adaptaria el resultat sonor. Preferia sales amb poca capacitat, com la sala petita del Conservatori de Moscou o la sala del Museu Scriabin de Moscú. Atès que només l’escoltaven unes desenes o pocs centenars de persones, aquest secretisme va contribuir a augmentar la seva reputació i el seu estatus de pianista llegendari.
Per aquest motiu i juntament amb una carrera sense projecció internacional fora de la Unió Soviètica, (lloc on va ser proclamat artista d’honor de la URSS el 1942 i el premi Stalin de primera classe el 1943{11}), roman encara avui en dia com un pianista poc conegut fora del seu país natal.